# منوچهر متکی
منوچهر متکی (زادهٔ ۳ فروردین ۱۳۳۲) سیاستمدار و دیپلمات ایرانی است که نماینده دوره دوازدهم مجلس شورای اسلامی از حوزه انتخابیه تهران، ری، شمیرانات، اسلامشهر و پردیس است. متکی در دولت‌های نهم و دهم از سال ۱۳۸۴ تا ۱۳۸۹ سمت وزیر امور خارجه ایران را برعهده داشت.
او در دوره اول به‌عنوان نماینده کردکوی و در دوره هفتم به‌عنوان نماینده تهران، ری، شمیرانات و اسلامشهر در مجلس شورای اسلامی حضور داشت. وی در سال ۱۳۹۰ توسط رهبر جمهوری اسلامی ایران، خامنه‌ای به عنوان معاون بین‌الملل دفتر رهبری منصوب شد.
متکی بیشتر به اصول‌گرایان میانه‌رو و محافظه‌کار نزدیک است و در انتخابات ریاست‌جمهوری ۱۳۸۴ ایران از نامزد اصول‌گرای محافظه‌کار، علی لاریجانی حمایت می‌کرد. متکی در سال‌های آخر دهه ۱۳۶۰ نیز عضو تیم مذاکره‌کننده ایران در جریان تصویب قطعنامه ۵۹۸ بوده است. محمود احمدی‌نژاد در تاریخ ۲۳ مرداد ۱۳۸۴ او را به برای تصدی وزارت امور خارجه به مجلس شورای اسلامی معرفی کرد. او در تاریخ ۲ شهریور ۱۳۸۴ با ۲۲۰ رأی موافق نمایندگان مجلس، وزیر امور خارجه ایران شد.

## زندگی
منوچهر متکی در ۳ فروردین ۱۳۳۲ در روستای گز شرقی از توابع شهرستان بندرگز زاده شد. پدرش محمدعلی ابتدا در آسیاب پدری و برای مدّتی در راه‌آهن بندرگز به کارگری مشغول بود. مادرش لیلا فرزند کربلایی محمدعلی تمسکنی بود که در سال ۱۳۸۲ درگذشت.
وی که در یک سالگی به همراه پدر و مادرش در بندرگز ساکن شد، تحصیلات ابتدایی را تا سال پنجم دبستان در مدارس بندرگز گذراند و در سال ۱۳۵۰ دیپلم خود را از دبیرستان شهریار مشهد اخذ کرد. او یک سال پیش از رفتن به خدمت سربازی به عنوان معلّم کلاس پنجم دبستان اسلامی تازه‌تأسیس جعفری در گنبد کاووس اشتغال داشت و در مهرماه ۱۳۵۱ پس از طی دورهٔ ۶ ماهه آموزش نظامی در پادگان گرگان به مدّت یک سال و نیم تحت عنوان معلّم سپاه دانش در روستای قلعه‌نو و هاشم‌آباد بخش طرقبه مشهد مشغول کار بود.
منوچهر متکی در آذرماه ۱۳۵۳ به استخدام آموزش و پرورش درآمد و به مدّت دو سال در روستاهای سرکلاته خرابشهر (شهرستان کردکوی) و کارکنده (شهرستان بندرگز) در مقطع ابتدایی تدریس کرد.
وی برای ادامهٔ تحصیل ابتدا قصد رفتن به ایتالیا را داشت، امّا پس از فراهم نشدن مقدمات آن، در سال ۱۳۵۵ راهی هندوستان شد و در رشتهٔ علوم اجتماعی در دانشگاه بنگلور ثبت‌نام کرد.
منوچهر متکی در ۲۳ بهمن‌ماه ۱۳۵۷ به همراه جمعی از دانشجویان و از طریق مرزهای زمینی و مسیر افغانستان عازم مشهد و نهایتاً در روز اوّل اسفندماه ۱۳۵۷ وارد تهران شد و در اقامتی یک‌ماهه امور فرهنگی و دانش‌آموزی کمیته ۹ در منطقه منیریه تهران را به همراه دیگر دانشجویان برعهده گرفت.
متکی در ورود به وزارت امور خارجه و در پذیرش نخستین مسئولیت اجرایی ترجیح داد به جای پذیرش پست سفارت و اعزام به کشور ونزوئلا، مسئولیت یکی از ادارات سیاسی (اداره هفتم) در مرکز را انتخاب و به این ترتیب، عملاً با کارکرد دیپلماسی آشناتر شود. وی یک سال بعد در تیرماه ۱۳۶۴ با معرفی وزیر امور خارجه و تأیید سید علی خامنه‌ای، ریاست‌جمهوری وقت، به‌عنوان سفیر ایران در ترکیه، عازم آنکارا شد.
مهدی اصلانی در مقاله‌ای، به اتفاقات دوران سفارت متکی در ترکیه پرداخته و آورده است:
منوچهر متکی در سال ۱۳۶۴ به عنوان سفیر رژیم در ترکیه منصوب شد ولی کار اصلی او پشتیبانی از تیم‌های ترور و ایجاد پوشش دیپلماتیک برای آنان بود. در آن ایام تیم‌های ترور حکومت اسلامی در ترکیه دست به ترور تعدادی از مخالفان زدند. به چند نمونه از تک‌زنی‌های آنان (اصطلاحی که بین خودشان رایج بود) اشاره می‌کنم:
- ۱۱ خرداد ۱۳۶۴، ترور سرهنگ بهروز شهوردیلو در استانبول
- ۲ دی ۱۳۶۴، ترور سرهنگ عزیز مرادی در استانبول
- ۲ آبان ۱۳۶۵، ترور سرهنگ احمد حامد منفرد در آنکارا
- ۱۰ آذر ۱۳۶۶، ترور جواد حائری یک مخالف رژیم در منزلش در استانبول
- ۳ مرداد ۱۳۶۶، ترور محمد حسن منصوری و یکی از دوستانش در استانبول
- شهریور ۱۳۶۵، حمله به کنیسه یهودیان در استانبول
- قتل یک دیپلمات سعودی.

منوچهر متکی در بازگشت از ترکیه در سال ۱۳۶۸ برای مدّتی به سمت مدیرکل اروپای غربی وزارت امور خارجه منصوب و سپس معاونت امور بین‌الملل وزارت امور خارجه را به مدّت سه سال عهده‌دار شد.
وی در نیمهٔ دوم سال ۱۳۷۱ به عنوان معاون حقوقی کنسولی و امور مجلس وزارت امور خارجه به مدّت دو سال مشغول کار بود و در سال ۱۳۷۳ به عنوان سفیر ایران در ژاپن راهی کشور ژاپن شد.
منوچهر متکی در سال‌های ۱۳۸۰ و ۱۳۸۱ به دعوت رئیس جدید سازمان فرهنگ و ارتباطات اسلامی مسئولیت معاونت ارتباطات و امور بین‌الملل این سازمان را پذیرفت. وی با حضور در شورای مرکزی هماهنگی نیروهای انقلاب اسلامی و متعاقباً آبادگران ایران اسلامی در انتخابات دوره هفتم مجلس شرکت و در ۷ خرداد ۱۳۸۳ به عنوان نمایندهٔ مردم تهران وارد مجلس شورای اسلامی شد.
منوچهر متکی از تاریخ ۳ شهریور ۱۳۸۴ تا ۲۲ آذر ۱۳۸۹ به عنوان وزیر امور خارجه جمهوری اسلامی در دولت‌های نهم و دهم مشغول کار بود.
متکی با بازگشت از ترکیه در وزارت امور خارجه به کار خود ادامه داد و در خاطراتش نوشت که در این دوره فرصتی ایجاد شد تا فوق لیسانس خود را در رشتهٔ روابط بین‌الملل از دانشگاه تهران اخذ کنم. با این حال، وی توضیح نمی‌دهد که مدرک لیسانسش را چه وقت و کجا دریافت کرده است؛ چرا که او تحصیلاتش را در هند نیمه‌کاره رها کرده و به ایران آمده بود. همچنین آخرین مدرک تحصیلی رسمی وی در سوابق ثبت‌شده‌اش در سازمان بازنشستگی کشوری، دیپلم علوم طبیعی است.
محمدرضا حیدری از دیپلمات‌های پیشین ایران نیز در این باره می‌گوید: «بالاترین مدرکی که متکی می‌تواند ارائه کند، دیپلم است؛ چرا که بنده با مسئول انجام امور دانشجویان در هند صحبت کردم و او عنوان می‌کرد که متکی درس خود را به پایان نرسانده و به ایران بازگشته است.» گفته‌ای که با سال ورود و خروج او به هند نیز همخوانی دارد.

## انتخابات ریاست‌جمهوری ۱۳۸۴
متکی ریاست ستاد انتخاباتی تهران منتخب شورای هماهنگی نیروهای انقلاب اسلامی (هستهٔ اوّلیهٔ اصول‌گرایان در انتخابات ریاست‌جمهوری)، علی لاریجانی را در نهمین دوره انتخابات ریاست‌جمهوری برعهده داشت.

## وزارت امور خارجه
منوچهر متکی پس از انقلاب ۱۳۵۷ در بخش‌های مختلف وزارت امور خارجه ایران به‌مدّت ۲۴ سال، پست‌های مهم و متعددی داشته است. از مهم‌ترین دستاوردهای دوران حضور وی در وزارت خارجه ایران، به دست آوردن میزبانی و ریاست جنبش عدم تعهد در سال ۱۳۸۸ بود که سه سال بعد در سال ۱۳۹۱ در تهران برگزار شد.

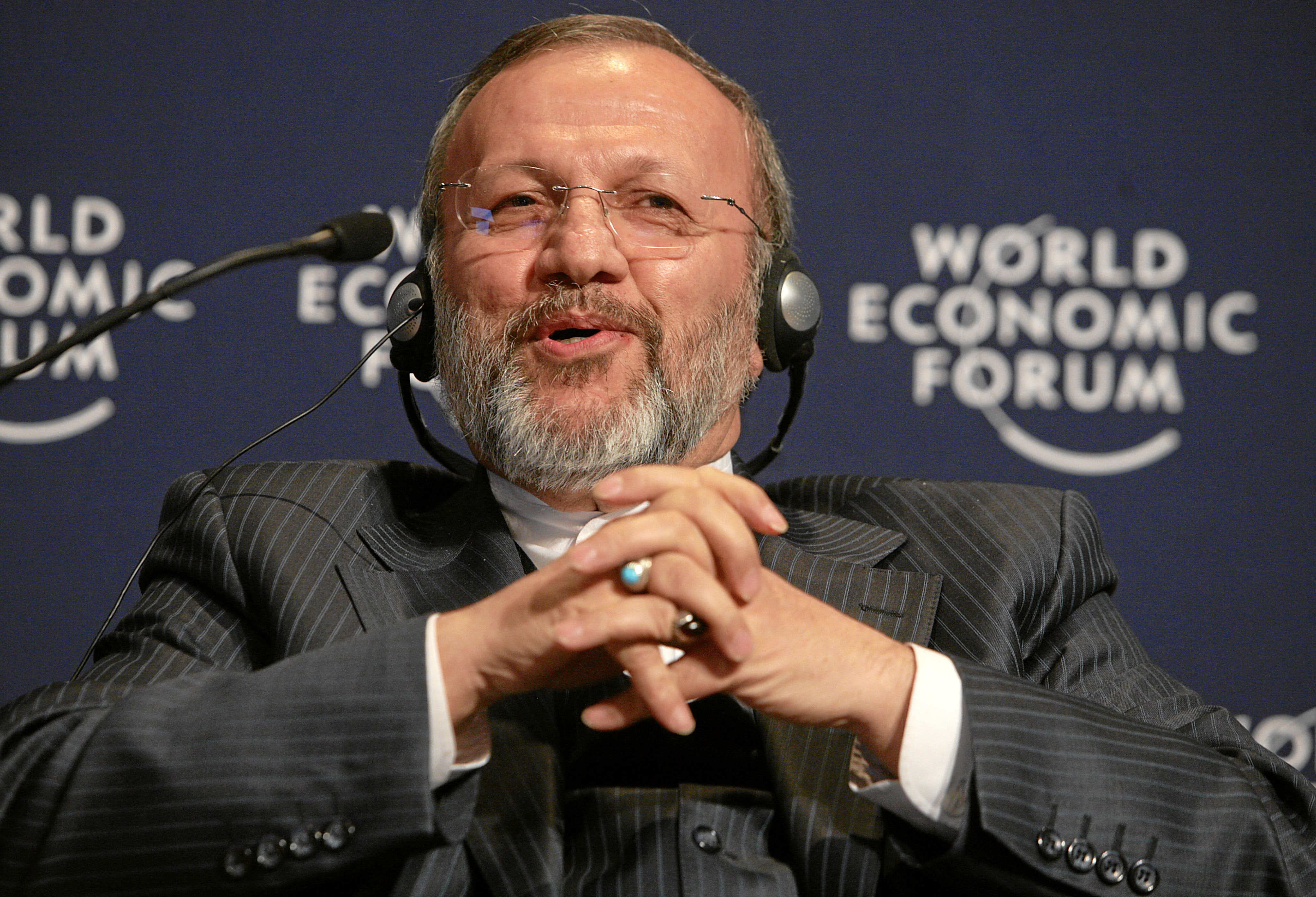
منوچهر متکی در جلسه‌ای با عنوان درک سیاست خارجی ایران در طول همایش سال ۲۰۰۸ مجمع جهانی اقتصاد سوئیس

محمود احمدی‌نژاد در تاریخ ۲۳ مرداد ۱۳۸۴ وی را به برای تصدی وزارت امور خارجه به مجلس شورای اسلامی معرفی کرد. او در تاریخ ۲ شهریور ۱۳۸۴ با ۲۲۰ رأی موافق نمایندگان مجلس، وزیر امور خارجه ایران شد. او در ۲۲ آذر ۱۳۸۹ از این سمت به نحوی غیرمرسوم برکنار شد و علی‌اکبر صالحی به عنوان سرپرست جدید وزارت امور خارجه معرفی شد. در زمان ابلاغ حکم برکناری، متکی به منظور ابلاغ پیام احمدی‌نژاد به رئیس‌جمهور سنگال در آن کشور به سر می‌برد.

## برکناری بی‌سابقه و پُرحاشیه
منوچهر متکی با ۵ سال و ۴ ماه، طولانی‌ترین سابقهٔ وزارت در دو دولت احمدی‌نژاد را داراست. از این رو به وی لقب «شیخ الوزرا» نیز داده شده است. متکی در ۲۲ آذر ۱۳۸۹ در حالی که به منظور ابلاغ پیام محمود احمدی‌نژاد در سنگال به سر می‌برد، از سمت خود برکنار شد. متکی حین مذاکره و توسط رئیس‌جمهور سنگال از عزل خود باخبر شد. متعاقباً دولت سنگال این اقدام را توهین‌آمیز تلقی کرد و سفیر خود را از تهران فراخواند. عزل وی آغازی بر شکل‌گیری انتقاداتی بر محمود احمدی‌نژاد رئیس‌جمهور ایران دربارهٔ تصمیمات حلقه‌ای موسوم به جریان انحرافی شد که ادعا می‌شد که در بسیاری از برکناری‌ها مؤثر هستند. مجلس در این باره از دولت توضیح خواست که احمدی‌نژاد در پاسخ اظهار داشت که او منوچهر متکی را برای مأموریت نفرستاده است. وی دربارهٔ اینکه چه کسی وزیر امور خارجه ایران را به مأموریت کاری خارج از کشور فرستاده است، توضیحی نداد.
منوچهر متکی در اعتراضی تلویحی به مراسم تودیع غیرمتعارف و شتاب‌زده‌ای که برای وی ترتیب داده شده بود، حاضر نشد. محمدرضا رحیمی، معاون اول احمدی‌نژاد در این مراسم گفت که متکی قبلاً در جریان عزل خود قرار گرفته و حتی از تاریخ مراسم تودیع نیز اطلاع داشته است. متکی با تکذیب این سخنان گفت که از پیش در جریان برکناری‌اش قرار نگرفته و از مراسم تودیع و معارفه نیز بی‌اطلاع بوده است و برکناری او در حین انجام مأموریت توسط محمود احمدی‌نژاد را «غیراسلامی و توهین‌آمیز» خواند. شیوهٔ برکناری متکی انتقادات گسترده‌ای را در سطح نظام جمهوری اسلامی نیز به همراه داشت. موضوع برکناری پُرحاشیهٔ وی یکی از سؤالات محوری نمایندگان مجلس در احضار رئیس‌جمهور ایران به مجلس بود که البته از سوی محمود احمدی‌نژاد به آن پاسخی داده نشد.

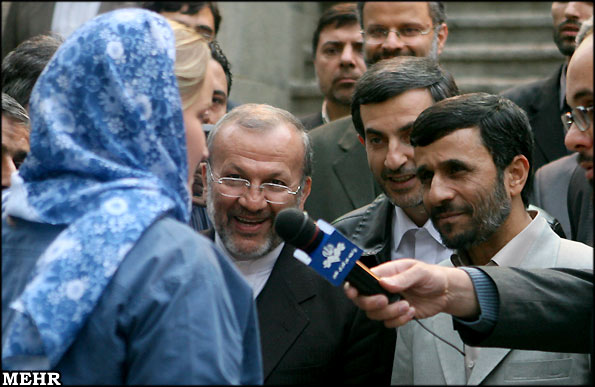
آزادی زندانیان انگلیسی با حضور محمود احمدی‌نژاد، رحیم مشایی و منوچهر متکی.

بنابر اطلاعات منتشره از سوی خبرگزاری مهر، عزل متکی به دلیل مشاجرهٔ وی با حمید بقایی، نماینده ویژه رئیس‌جمهور در امور آسیا انجام گرفته است. بعد از انتصاب نمایندگان ویژه رئیس‌جمهور در روابط خارجی ایران (موازی‌کاری با وزارت امور خارجه)، بقایی به عنوان نماینده ویژه در قاره آسیا انتخاب شد. وی در خلال سخنرانی در همایش «ایران، پل پیروزی» گفته بود: «امپراتوری عثمانی حدود ۱۰۰ سال قبل، تعداد معینی از ارامنه را قتل‌عام کرده و در حال حاضر با وجود از بین رفتن امپراتوری عثمانی، ارمنستان از ترکیه می‌خواهد که در این مورد به‌طور رسمی عذرخواهی کرده و غرامت پرداخت کند.» این سخنان وی مورد اعتراض دولت ترکیه قرار گرفت و متکی (وزیر امور خارجه وقت) این سخنان را نسنجیده خواند. چند روز بعد نیز حکم عزل متکی در حین یک سفر دیپلماتیک رسمی به دست وی رسید. یک روز بعد از این عزل، سنگال، سفیرش را از ایران فراخواند.
وی که در اسفندماه ۱۳۹۱ یک روز پس از افشای تصمیمش مبنی بر کاندیداتوری در انتخابات ریاست‌جمهوری یازدهم، به دانشگاه شهید رجایی جهت شرکت در سمینار «دانشجوی پیش‌رو، انتخابات پیشِ رو» رفت و در پاسخ به سؤالی پیرامون ماجراهای سنگال گفت: «هر زمان که هم من هم آقای احمدی‌نژاد شخصیت عادی شدیم و سِمَتی نداشتیم، به توضیح کامل در مورد این موضوع خواهم پرداخت» که هیچ‌گاه در این مورد، توضیح دقیقی ارائه نداد.

## انتخابات ریاست‌جمهوری ۱۳۹۲
منوچهر متکی در سال ۱۳۹۲، یکی از جدی‌ترین گزینه‌های کاندیداتوری یازدهمین انتخابات ریاست‌جمهوری به‌شمار می‌رفت. وی به عنوان گزینهٔ اصلی جبهه پیروان خط امام و رهبری به عنوان مهم‌ترین تشکل اصول‌گرایان، خود را برای انتخابات خرداد ۱۳۹۲ آماده می‌کرد.
وی در نامه‌ای خطاب به خانواده‌های ایرانی، کاندیداتوری خود را در یازدهمین دوره انتخابات ریاست‌جمهوری اعلام کرد. او در راستای فعالیت‌های تبلیغاتی خود با ماشین دولتی و هیئت همراه به پردیس سینمایی آزادی رفت و به تماشای فیلم تهران ۱۵۰۰ نشست.
متکی با حضور در ائتلاف پنج‌گانه که متشکل از وی، یحیی آل اسحاق، سید محمدحسن ابوترابی‌فرد، محمدرضا باهنر و مصطفی پورمحمدی بود، شرکت کرد. این ائتلاف اعلام کرده بود که نهایتاً یک نفر معرفی و برای ثبت‌نام به وزارت کشور می‌رود. همین اتفاق نیز رخ داد و علی‌رغم اینکه بر اساس تفاهم نسبی و نه نظرسنجی‌ها، سید محمدحسن ابوترابی‌فرد به عنوان خروجی این ائتلاف معرفی شد که با مخالفت متکی روبه‌رو شد و خود را در نظرسنجی‌ها اوّل و نماینده این ائتلاف دانست و وارد عرصهٔ انتخابات شد.
وی در ۲۱ اردیبهشت‌ماه ۱۳۹۲، آخرین روز ثبت‌نام انتخابات ریاست‌جمهوری ایران (۱۳۹۲) با حضور در وزارت کشور، برای نامزد شدن در انتخابات ثبت‌نام کرد؛ امّا در نهایت، رد صلاحیت شد و در جمع ۱۹ نفر سرشناسی قرار گرفت که صلاحیت‌شان توسط شورای نگهبان تأیید نشد.

## اتهامات فساد مالی
منوچهر متکی علاوه‌بر متهم بودن به دست داشتن در ترور مخالفان نظام جمهوری اسلامی در خارج از ایران، به فساد مالی هم متهم شده است. گفته می‌شود که او وام‌های میلیاردی از مؤسسه مالی و اعتباری ثامن‌الحجج دریافت کرده، هر چند او این ادعا را رد و آن را اتهام ناروای بانک مرکزی ایران به خود دانست. روزنامهٔ شرق در تیرماه ۱۳۹۷ در گزارشی از دریافت ۱۲۴ میلیارد تومان وام بی‌ضابطه، توسط منوچهر متکی از مؤسسه مالی و اعتباری ثامن‌الحجج خبر داده بود. منبع این گزارش، بانک مرکزی ایران بود. با این حال، وی در نامه‌ای سرگشاده به ولی‌الله سیف، رئیس کل وقت بانک مرکزی ایران منکر این اتهامات شد.

## سایر مسئولیت‌ها
1. مشاور وزیر امورخارجه: ۱۳۷۸
2. معاون بین‌الملل سازمان فرهنگ و ارتباطات اسلامی: ۱۳۸۰